# Erythrophobie
Unter Erythrophobie (von altgriechisch ἐρυθρός erythrós, deutsch ‚rot, rötlich‘, und φόβος phóbos, deutsch ‚Furcht‘) oder Errötungsangst versteht man die Angst vor dem Erröten, die das Ausmaß einer Phobie (Angststörung) erreicht. Umstritten ist unter Fachleuten, ob die Errötungsangst diagnostisch als Teil der sozialen Phobien, als spezifische Phobie oder als noch eine andere Störung einzuordnen ist.
Ende des 19. und Anfang des 20. Jahrhunderts war die Errötungsangst (wohl in der westlichen Welt) häufig und wurde breit diskutiert.

## Beschreibung des Krankheitsbildes
Betroffene leiden tatsächlich nicht unter dem Erröten, sondern unter der Erwartungsangst vor dem Erröten und vor seinen vermeintlichen Folgen – das Erröten werde von anderen massiv wahrgenommen und die würden den Betroffenen deswegen in der Regel negativ bewerten (Blamierungsängste). Soziale Situationen werden durch die Erythrophobie als unangenehm bis unaushaltbar erlebt.
Betroffene versuchen oft, angstauslösende Situationen gezielt zu vermeiden (Vermeiden von Aufmerksamkeit oder Vermeiden der sozialen Situation ganz allgemein) oder sich evtl. darauf vorzubereiten. In sozialen Situationen beobachten sie sich verstärkt (selbstfokussierte Aufmerksamkeit). Sie konzentrieren sich verstärkt auf das Erröten, wie stark es ist, ob andere es erkennen und wie es vertuscht werden könne. Betroffene haben in der Regel eine überzogene Einschätzung davon, ob und wie stark sie erröten (Wahrnehmungsverzerrung). In Studien unterschieden sich Betroffene mit geringer und starker Errötungsangst nicht darin, wie stark oder wie oft sie tatsächlich erröteten.
Betroffene haben Angst, von anderen wegen des Errötens als unsicher angesehen und letztlich negativ bewertet zu werden, oft geht es um „Blamage, Mißachtung [sic!] oder Ablehnung“. Oft sind sich Betroffene der Überzogenheit ihrer Ängste durchaus bewusst, ohne dass das die Angst verringern könnte.
Besserungen der Angst „von allein“ sind selten, eher haben Ängste die Tendenz, sich zu verschlimmern. Durch die Vermeidungsreaktionen kann Errötungsangst zu sozialer Isolation, Vereinsamung, Verlust von Freizeitaktivitäten und bis hin zu Arbeitslosigkeit, Berufsunfähigkeit oder Frührente führen.

## Erklärungsmodell
Die Erklärung der Erkrankung setzt sich, wie bei anderen psychischen Erkrankungen, aus allgemeinen und individuellen Faktoren zusammen. Unterschiedliche Therapieschulen erklären Erkrankungen unterschiedlich.
Beispielsweise betont die Verhaltenstherapie, dass Betroffene wie bei anderen Phobien sich meist so verhalten, dass sie die angstauslösende Situation nicht erleben: Entweder vermeiden sie die Situationen vollständig oder sie nutzen bestimmte Verhaltensweisen (Sicherheitsverhalten), um die Situation scheinbar erträglicher zu machen (z. B. errötende Körperpartien mit Kleidung zu verdecken, was allerdings auffälliger als das Erröten sein und zudem das natürliche Erröten zur Temperaturregulation verstärken kann). In beiden Fällen erleben die Betroffenen somit nicht die tatsächlich gefürchtete Situation (Erröten, dessen mögliche Wahrnehmung durch andere, deren eventuelle Reaktion); im Sinne der Verhaltenstherapie kommt es damit nie zur Konfrontation mit der tatsächlich angstauslösenden Situation und damit nie zur Habituation bzw. Löschung der Angst (Aufrechterhaltung).
Eine wichtige Rolle bei der Aufrechterhaltung spielt zudem, wie in Studien belegt wurde, eine überhöhte Aufmerksamkeitsfokussierung auf das Erröten als ein (sichtbares) Körpersymptom von Erregung.

## Therapieansätze
Im Rahmen einer Verhaltenstherapie können kognitive und verhaltensnahe Strategien zum offensiven Umgang mit dem geröteten Gesicht vermittelt werden, die den Umgang mit der Angst vor dem Erröten verändern. Sofern zuvor das Erröten im Sinne einer selbsterfüllenden Prophezeiung erhöht war, kann es durch die Behandlung zurückgehen; in der Regel geht es jedoch um einen veränderten Umgang mit dem Erröten und der Angst. Zur verhaltenstherapeutischen Behandlung gehört auch die Konfrontationsbehandlung, damit Betroffene lernen, mit ihrer Angst anders umzugehen. Eine Maßnahme kann auch eine Überprüfung des tatsächlichen Errötens sein (Rückmeldungen einholen, Videoaufzeichnungen, ...). Angstbewältigungsmaßnahmen können Entspannungsverfahren beinhalten.
Eine (operative) Sympathektomie kann als Ultima Ratio durchgeführt werden. Damit wird ein tatsächliches Erröten verringert. Da die Errötungsangst aber weniger von physiologischen als von psychologischen Faktoren bedingt ist, ist aber im Einzelfall kritisch zu prüfen, ob ein solcher Eingriff tatsächlich eine Verbesserung für die Errötungsängste und den Umgang mit ihnen versprechen kann.

## Diagnostische Einordnung
Diagnostisch ist die Einordnung der Erythrophobie umstritten.
Von vielen Fachleuten wird sie im Diagnosesystem der ICD-10 (Diagnosesystem der WHO) als Teil der sozialen Phobien (F40.1) angesehen.
Die Angst vor dem Erröten gilt dann als vergleichbar zu anderen Ängsten vor Körperreaktionen – etwa Übelkeit, Zittern, Harndrang –, die allesamt vor dem Hintergrund einer sozialen Angst zu sehen sind. So heißt es in der ICD-10: „Umfassendere soziale Phobien (...) können sich in Beschwerden wie Erröten, Händezittern, Übelkeit oder Drang zum Wasserlassen äußern. Dabei meint die betreffende Person manchmal, dass eine dieser sekundären Manifestationen der Angst das primäre Problem darstellt.“ Fraglich bleibt, ob die Errötungsangst bei diesem Hintergrund als generalisierter oder nichtgeneralisierter Subtyp der sozialen Phobie gelten soll: In der Regel wird sie dem generalisierten Subtyp zugeordnet, weil sie in (fast) allen sozialen Situationen erlebt wird; manche Autoren sehen indes Störungen, bei denen (soziale) Ängste vor sichtbaren Körperreaktionen vorrangig sind (hier: das Erröten), als nichtgeneralisierten Subtyp an.
Im amerikanischen Diagnosesystem DSM-5 wird der Begriff „Erythrophobie“ lediglich im Glossar kultureller Konzepte von Leid (Glossary of Cultural Concepts of Distress) als Variante des japanischen Taijin Kyofusho erwähnt. „Erröten“ (blushing) wird zudem als eines der Symptome genannt, vor denen Sozialphobiker Angst haben. Der Abschnitt über zusätzliche, die Diagnose (einer sozialen Phobie) stützende Merkmale endet mit dem Satz: „Erröten ist eine typische Körperreaktion sozialer Phobie.“ (Blushing is a hallmark physical response of social anxiety disorder.) Im Vorgängersystem, dem DSM-IV-TR, enthielten die Erläuterungen zu den diagnostischen Merkmalen zumindest die vage Formulierung, dass «Erröten... eher typisch für Soziale Phobie sein [kann]». (Saß et al., 2003, S. 474, zitiert nach Chaker & Hoyer, 2007)
Nach anderer Meinung ist die Erythrophobie hingegen den spezifischen (isolierten) Phobien (ICD-10: F40.2) zuzuordnen und wird damit parallel zum Beispiel zur Höhen- oder Spinnenangst gesehen. Auch im alphabetischen Index einer erweiterten Fassung der ICD-10 für den deutschen Einsatzbereich (German Modification) wurde die Errötungsfurcht als spezifische Phobie klassifiziert. In einem (noch nicht endgültigen, noch ohne Zustimmung der WHO befindlichen) „Beta-Entwurf“ (Beta Draft) für die Neu-Auflage des Diagnosesystems, die ICD-11, wird die Errötungsangst ebenfalls den spezifischen Phobien zugeordnet.
Selten wird auch eine Einordnung der Errötungsangst als «Angststörung aufgrund eines medizinischen Krankheitsfaktors», «Agoraphobie ohne Panikstörung in der Vorgeschichte», eine «nicht näher bezeichnete Angststörung» oder eine «Zwangsstörung» (Laederach-Hofmann et al., 2002) oder die Ähnlichkeit zur körperdysmorphen Störung diskutiert (Bögels, 2006).

## Fragebögen
Fragebögen, die zur Erhebung von Errötungsängsten entwickelt wurden, sind:
- Blushing Propensity Scale (BPS) von Leary & Meadows (1991): bildet eher die Errötungsangst als die tatsächliche Errötungsneigung ab[1]
- Blushing, Trembling and Sweating Questionnaire (BTS-Q) von Bögels & Reith (1999): 6 Unterskalen für verschiedene Körpersymptome, die auch einzeln eingesetzt werden können; 115 Items, davon 6 Items für die Unterskala Errötungsangst[1]